# Diecezja Jayapury
Diecezja Jayapury (łac. Dioecesis Iayapuraensis, indonez. Keuskupan Jayapura) – rzymskokatolicka diecezja ze stolicą w Jayapurze w prowincji Papua, w Indonezji. Biskupstwo jest sufraganią archidiecezji Merauke.
W 2006 w diecezji służyło 119 braci i 49 sióstr zakonnych.

## Historia
12 maja 1949 papież Pius XII bullą Melius aptiusque erygował prefekturę apostolską Hollandii. Dotychczas wierni z tych terenów należeli do wikariatu apostolskiego Holenderskiej Nowej Gwinei (obecnie diecezja Amboina).
14 czerwca 1954 prefekturę apostolską Hollandii podniesiona do rangi wikariatu apostolskiego.
19 grudnia 1959 odłączono prefekturę apostolską Manokwari (obecnie diecezja Manokwari-Sorong).
W 1963 zmieniono nazwę na wikariat apostolski Kota Baru, a w 1964 na wikariat apostolski Sukarnapury.
15 listopada 1966 papież Paweł VI podniósł wikariat apostolski Sukarnapury do rangi diecezji.
W 1969 zmieniono nazwę na diecezja Djajapura, a w 1973 na obecną.
19 grudnia 2003 odłączono diecezję Timiki.

## Ordynariusze

### Prefekt apostolski
- Oscar Cremers OFM (1949–1954)

### Wikariusz apostolski
- Rudolf Joseph Manfred Staverman OFM (1956–1966)

### Biskupi
- Rudolf Joseph Manfred Staverman OFM (1966–1972)
- Herman Münninghoff OFM (1972–1997)
- Leo Laba Ladjar OFM (1997-2022)
- Yanuarius Teofilus Matopai You (od 2023)